# Clasificación para la Eurocopa Sub-21 de 2017
La Eurocopa Sub-21 de 2017 cuenta con una fase de grupos de clasificación y un play-off para determinar el nombre de las once selecciones que se unirán a Polonia en la fase final.
Polonia se clasificó automáticamente por ser país anfitrión. Las otras 52 selecciones afiliadas a la UEFA se dividen en nueve grupos, siete de seis combinados y dos de cinco, y juegan entre sí en el formato de partidos a ida y vuelta. Los ganadores de los nueve grupos se clasifican de forma automática. Los cuatro mejores segundos ante los equipos clasificados en primer, tercer, cuarto y quinto lugar en sus grupos se clasifican para el play-off.

## Sorteo
El sorteo de la fase de grupos de clasificación se llevó a cabo el 5 de febrero de 2015, 09:00 CET ( UTC + 1 ) , en la sede de la UEFA en Nyon, Suiza .
Las selecciones quedarán divididas en seis bombos dependiendo del ranking de coeficientes, El ranking de coeficientes se calculó tomando en cuenta los puntos obtenidos por cada selección en las siguientes competiciones:
- Fase Final y  Fase de Clasificación de la Eurocopa Sub-21 de 2011
- Fase Final y  Fase de Clasificación de la Eurocopa Sub-21 de 2013
- Fase Final y  Fase de Clasificación de la Eurocopa Sub-21 de 2015

Basada en decisiones previas del Comité Ejecutivo de la UEFA, Rusia y Ucrania no pueden estar en el mismo grupo, ni tampoco Armenia y Azerbaiyán. Entre paréntesis se indica el coeficiente de cada equipo.
| Bombo 1 | Bombo 2 | Bombo 3 |
| --- | --- | --- |
| - España (41,470) - Inglaterra (36,252) - Italia (36,129) - Alemania (35,370) - Francia (35,107) - República Checa (34,516) - Portugal (33,887) - Holanda (33,422) - Dinamarca (31,989)       | - Rusia (31,346) - Suiza (31,296) - Suecia (vigente campeón) (30,365) - Serbia (29,837) - Israel (29,766) - Ucrania (28,950) - Eslovaquia (27,982) - Rumania (27,668) - Bélgica (27,539) | - Turquía (27,497) - Eslovenia (27,252) - Austria (27,177) - Grecia (26,982) - Escocia (25,812) - Croacia (25,286) - Noruega (24,859) - Armenia (24,441) - Montenegro (24,402) |
| Bombo 4 | Bombo 5 | Bombo 6 |
| - Finlandia (23,851) - Gales (23,818) - Hungría (23,776) - Islandia (23,521) - Bosnia y Herzegovina (22,912) - Georgia (22,606) - Moldavia (22,431) - Irlanda (21,936) - Bielorrusia (20,638) | - Bulgaria (20,317) - Chipre (18,809) - Macedonia (18,126) - Lituania (17,511) - Azerbaiyán (17,414) - Kazajistán (17,076) - Albania (16,014) - Letonia (15,836) - Estonia (15,726)      | - Islas Feroe (14,896) - Irlanda del Norte (14,651) - Luxemburgo (11,251) - Malta (10,838) - San Marino (10,163) - Andorra (8,950) - Liechtenstein (8,125)                     |

## Fase de grupos
– Clasificado para la Eurocopa Sub-21 de 2017.
     – Clasificado para los play-offs.

### Grupo 1
| Equipo          | Pts | PJ | PG | PE | PP | GF | GC | Dif |
| --------------- | --- | -- | -- | -- | -- | -- | -- | --- |
| República Checa | 23  | 10 | 7  | 2  | 1  | 29 | 10 | 19  |
| Bélgica         | 18  | 10 | 6  | 0  | 4  | 14 | 11 | 3   |
| Montenegro      | 16  | 10 | 4  | 4  | 2  | 13 | 11 | 2   |
| Malta           | 11  | 10 | 3  | 2  | 5  | 9  | 20 | -11 |
| Letonia         | 9   | 10 | 2  | 3  | 5  | 10 | 13 | -3  |
| Moldavia        | 7   | 10 | 2  | 1  | 7  | 8  | 18 | -10 |

| 30 de marzo de 2015, 20:00 | Bélgica | 2:1 | Moldavia | Den Dreef, Lovaina, Bélgica                       |  |
|                            |         |     |          | Árbitro(s): Paul Mclaughlin, República de Irlanda |  |

| 11 de junio de 2015, 18:00 | Moldavia | 0:0 | Malta | Stadionul Zimbru, Chisináu, Moldavia    |  |
|                            |          |     |       | Árbitro(s): Zaven Hovhannisyan, Armenia |  |

| 15 de junio de 2015, 20:30 | Montenegro | 1:0 | Moldavia | Gradski Stadion, Podgorica, Montenegro  |  |
|                            |            |     |          | Árbitro(s): Orkhan Mammadov, Azerbaiyán |  |

| 16 de junio de 2015, 17:30 | Letonia | 1:2 | Malta | Daugava, Liepaja, Letonia |  |
|                            |         |     |       | Árbitro(s): [[ ]], [[ ]]  |  |

| 4 de septiembre de 2015, 00:00 | Moldavia | 1:0 | Montenegro | District Sport Complex, Orhei, Moldavia |  |
|                                |          |     |            | Árbitro(s): [[ ]], [[ ]]                |  |

| 4 de septiembre de 2015, 00:00 | Letonia | 0:2 | Bélgica | Zemgales Olympic Centre, Jelgava, Letonia |  |
|                                |         |     |         | Árbitro(s): [[ ]], [[ ]]                  |  |

| 4 de septiembre de 2015, 00:00 | República Checa | 4:1 | Malta | Strelnice Stadion, Jablonec nad Nisou, República Checa |  |
|                                |                 |     |       | Árbitro(s): [[ ]], [[ ]]                               |  |

| 8 de septiembre de 2015, 00:00 | Letonia | 1:1 | República Checa | Zemgales Olympic Centre, Jelgava, Letonia |  |
|                                |         |     |                 | Árbitro(s): [[ ]], [[ ]]                  |  |

| 8 de septiembre de 2015, 00:00 | Montenegro | 0:0 | Malta | Gradski Stadion, Podgorica, Montenegro |  |
|                                |            |     |       | Árbitro(s): [[ ]], [[ ]]               |  |

| 9 de octubre de 2015, 00:00 | Bélgica | 2:0 | Malta | Den Dreef, Lovaina, Bélgica |  |
|                             |         |     |       | Árbitro(s): [[ ]], [[ ]]    |  |

| 11 de octubre de 2015, 00:00 | Moldavia | 0:3 | Letonia | District Sport Complex, Orhei, Moldavia |  |
|                              |          |     |         | Árbitro(s): [[ ]], [[ ]]                |  |

| 13 de octubre de 2015, 00:00 | República Checa | 3:3 | Montenegro | City Stadium, Uherske Hradiste, República Checa |  |
|                              |                 |     |            | Árbitro(s): [[ ]], [[ ]]                        |  |

| 12 de noviembre de 2015, 00:00 | República Checa | 1:0 | Bélgica | Strelnice Stadion, Jablonec nad Nisou, República Checa |  |
|                                |                 |     |         | Árbitro(s): [[ ]], [[ ]]                               |  |

| 13 de noviembre de 2015, 00:00 | Montenegro | 3:3 | Letonia | Gradski Stadion, Podgorica, Montenegro |  |
|                                |            |     |         | Árbitro(s): [[ ]], [[ ]]               |  |

| 16 de noviembre de 2015, 00:00 | Moldavia | 1:3 | República Checa | District Sport Complex, Orhei, Moldavia |  |
|                                |          |     |                 | Árbitro(s): [[ ]], [[ ]]                |  |

| 23 de marzo de 2016, 00:00 | Moldavia | 0:2 | Bélgica | Stadionul Zimbru, Chisináu, Moldavia |  |
|                            |          |     |         | Árbitro(s): [[ ]], [[ ]]             |  |

| 23 de marzo de 2016, 00:00 | Malta | 0:1 | Montenegro | Hibernians Stadium, Paola, Malta |  |
|                            |       |     |            | Árbitro(s): [[ ]], [[ ]]         |  |

| 25 de marzo de 2016, 00:00 | República Checa | 2:1 | Letonia | City Stadium, Uherske Hradiste, República Checa |  |
|                            |                 |     |         | Árbitro(s): [[ ]], [[ ]]                        |  |

| 28 de marzo de 2016, 00:00 | Bélgica | 1:2 | Montenegro | Den Dreef, Lovaina, Bélgica |  |
|                            |         |     |            | Árbitro(s): [[ ]], [[ ]]    |  |

| 29 de marzo de 2016, 00:00 | Malta | 0:7 | República Checa | National Stadium, Ta' Qali, Malta |  |
|                            |       |     |                 | Árbitro(s): [[ ]], [[ ]]          |  |

| 1 de septiembre de 2016, 00:00 | Montenegro | 0:3 | República Checa | Gradski Stadion, Podgorica, Montenegro |  |
|                                |            |     |                 | Árbitro(s): [[ ]], [[ ]]               |  |

| 2 de septiembre de 2016, 00:00 | Letonia | 0:2 | Moldavia | Zemgales Olympic Centre, Jelgava, Letonia |  |
|                                |         |     |          | Árbitro(s): [[ ]], [[ ]]                  |  |

| 2 de septiembre de 2016, 00:00 | Malta | 2:3 | Bélgica | Hibernians Stadium, Paola, Malta |  |
|                                |       |     |         | Árbitro(s): [[ ]], [[ ]]         |  |

| 6 de septiembre de 2016, 00:00 | Letonia | 0:0 | Montenegro | Zemgales Olympic Centre, Jelgava, Letonia |  |
|                                |         |     |            | Árbitro(s): [[ ]], [[ ]]                  |  |

| 6 de septiembre de 2016, 00:00 | Bélgica | 2:1 | República Checa | Den Dreef, Lovaina, Bélgica |  |
|                                |         |     |                 | Árbitro(s): [[ ]], [[ ]]    |  |

| 7 de octubre de 2016, 00:00 | República Checa | 4:1 | Moldavia | Znojmo Stadium, Znojmo, República Checa |  |
|                             |                 |     |          | Árbitro(s): [[ ]], [[ ]]                |  |

| 7 de octubre de 2016, 00:00 | Malta | 1:0 | Letonia | Hibernians Stadium, Paola, Malta |  |
|                             |       |     |         | Árbitro(s): [[ ]], [[ ]]         |  |

| 7 de octubre de 2016, 00:00 | Montenegro | 3:0 | Bélgica | Gradski, Niksic, Montenegro |  |
|                             |            |     |         | Árbitro(s): [[ ]], [[ ]]    |  |

| 11 de octubre de 2016, 00:00 | Malta | 3:2 | Moldavia | Hibernians Stadium, Paola, Malta |  |
|                              |       |     |          | Árbitro(s): [[ ]], [[ ]]         |  |

| 11 de octubre de 2016, 00:00 | Bélgica | 0:1 | Letonia | Den Dreef, Lovaina, Bélgica |  |
|                              |         |     |         | Árbitro(s): [[ ]], [[ ]]    |  |

### Grupo 2
| Equipo    | Pts | PJ | PG | PE | PP | GF | GC | Dif |
| --------- | --- | -- | -- | -- | -- | -- | -- | --- |
| Italia    | 24  | 10 | 7  | 3  | 0  | 17 | 3  | 14  |
| Serbia    | 23  | 10 | 7  | 2  | 1  | 27 | 8  | 19  |
| Eslovenia | 15  | 10 | 5  | 0  | 5  | 18 | 11 | 7   |
| Irlanda   | 12  | 10 | 4  | 0  | 6  | 14 | 17 | -3  |
| Lituania  | 10  | 10 | 3  | 1  | 6  | 5  | 17 | -12 |
| Andorra   | 3   | 10 | 1  | 0  | 9  | 1  | 26 | -25 |

### Grupo 3
| Equipo            | Pts | PJ | PG | PE | PP | GF | GC | Dif |
| ----------------- | --- | -- | -- | -- | -- | -- | -- | --- |
| Macedonia         | 21  | 10 | 6  | 3  | 1  | 13 | 7  | 6   |
| Francia           | 20  | 10 | 6  | 2  | 2  | 17 | 8  | 9   |
| Islandia          | 18  | 10 | 5  | 3  | 2  | 13 | 9  | 4   |
| Ucrania           | 14  | 10 | 4  | 2  | 4  | 14 | 12 | 2   |
| Escocia           | 8   | 10 | 2  | 2  | 6  | 8  | 17 | -9  |
| Irlanda del Norte | 2   | 10 | 0  | 2  | 8  | 6  | 18 | -12 |

### Grupo 4
| Equipo        | Pts | PJ | PG | PE | PP | GF | GC | Dif |
| ------------- | --- | -- | -- | -- | -- | -- | -- | --- |
| Portugal      | 26  | 10 | 8  | 2  | 0  | 34 | 5  | 29  |
| Israel        | 21  | 10 | 6  | 3  | 1  | 21 | 4  | 17  |
| Grecia        | 13  | 10 | 4  | 1  | 5  | 13 | 14 | -1  |
| Albania       | 12  | 10 | 3  | 3  | 4  | 11 | 20 | -9  |
| Hungría       | 12  | 10 | 3  | 3  | 4  | 19 | 16 | 3   |
| Liechtenstein | 0   | 10 | 0  | 0  | 10 | 1  | 40 | -39 |

### Grupo 5
| Equipo     | Pts | PJ | PG | PE | PP | GF | GC | Dif |
| ---------- | --- | -- | -- | -- | -- | -- | -- | --- |
| Dinamarca  | 28  | 10 | 9  | 1  | 0  | 24 | 3  | 21  |
| Bulgaria   | 17  | 10 | 5  | 2  | 3  | 11 | 7  | 4   |
| Rumania    | 16  | 10 | 5  | 1  | 4  | 15 | 14 | 1   |
| Gales      | 16  | 10 | 4  | 4  | 2  | 14 | 12 | 2   |
| Luxemburgo | 6   | 10 | 1  | 3  | 6  | 5  | 18 | -13 |
| Armenia    | 1   | 10 | 0  | 1  | 9  | 6  | 21 | -15 |

### Grupo 6
| Equipo     | Pts | PJ | PG | PE | PP | GF | GC | Dif |
| ---------- | --- | -- | -- | -- | -- | -- | -- | --- |
| Suecia     | 24  | 10 | 7  | 3  | 0  | 24 | 7  | 17  |
| España     | 23  | 10 | 7  | 2  | 1  | 31 | 9  | 22  |
| Croacia    | 20  | 10 | 6  | 2  | 2  | 24 | 11 | 13  |
| Georgia    | 13  | 10 | 4  | 1  | 5  | 17 | 17 | 0   |
| Estonia    | 4   | 10 | 1  | 1  | 8  | 3  | 26 | -23 |
| San Marino | 1   | 10 | 0  | 1  | 9  | 1  | 30 | -29 |

### Grupo 7
| Equipo      | Pts | PJ | PG | PE | PP | GF | GC | Dif |
| ----------- | --- | -- | -- | -- | -- | -- | -- | --- |
| Alemania    | 30  | 10 | 10 | 0  | 0  | 35 | 8  | 27  |
| Austria     | 22  | 10 | 7  | 1  | 2  | 22 | 12 | 10  |
| Finlandia   | 14  | 10 | 4  | 2  | 4  | 13 | 10 | 3   |
| Azerbaiyán  | 9   | 10 | 2  | 3  | 5  | 8  | 19 | -11 |
| Rusia       | 9   | 10 | 2  | 3  | 5  | 15 | 19 | -4  |
| Islas Feroe | 1   | 10 | 0  | 1  | 9  | 3  | 28 | -25 |

### Grupo 8
| Equipo       | Pts | PJ | PG | PE | PP | GF | GC | Dif |
| ------------ | --- | -- | -- | -- | -- | -- | -- | --- |
| Eslovaquia   | 19  | 8  | 6  | 1  | 1  | 21 | 6  | 15  |
| Países Bajos | 14  | 8  | 4  | 2  | 2  | 15 | 10 | 5   |
| Turquía      | 11  | 8  | 3  | 2  | 3  | 7  | 8  | -1  |
| Bielorrusia  | 8   | 8  | 2  | 2  | 4  | 7  | 11 | -4  |
| Chipre       | 4   | 8  | 1  | 1  | 6  | 4  | 19 | -15 |

### Grupo 9
| Equipo               | Pts | PJ | PG | PE | PP | GF | GC | Dif |
| -------------------- | --- | -- | -- | -- | -- | -- | -- | --- |
| Inglaterra           | 20  | 8  | 6  | 2  | 0  | 20 | 3  | 17  |
| Noruega              | 16  | 8  | 5  | 1  | 2  | 12 | 10 | 2   |
| Suiza                | 12  | 8  | 3  | 3  | 2  | 11 | 8  | 3   |
| Kazajistán           | 4   | 8  | 1  | 1  | 6  | 3  | 14 | -11 |
| Bosnia y Herzegovina | 3   | 8  | 0  | 3  | 5  | 2  | 13 | -11 |

- Última actualización : 12 de octubre de 2016

### Ranking de los segundos puestos
Los cuatro mejores segundos se clasifican a las dos eliminatorias de la eliminatoria, que se disputan a ida y vuelta. El equipo que marca más goles en el global pasa a la fase final. El valor de los goles a domicilio, la prórroga y después los penaltis son utilizados para determinar el ganador en caso de empate.
Para determinar los cuatro mejores segundos clasificados de la fase de grupos de clasificación que avanzan a los play-offs , sólo los resultados de los segundos clasificados contra el primero, tercero, cuarto y el quinto de cada grupo se tienen en cuenta, mientras que los resultados contra el sexto (para grupos con seis equipos) no se toman en cuenta. Como resultado, los ocho partidos jugados por cada segundo clasificado contarán en la determinación de la clasificación.
| Selección    | Gr. | Pts. | PJ | PG | PE | PP | GF | GC | Dif |
| ------------ | --- | ---- | -- | -- | -- | -- | -- | -- | --- |
| España       | 6   | 17   | 8  | 5  | 2  | 1  | 22 | 9  | +13 |
| Serbia       | 2   | 17   | 8  | 5  | 2  | 1  | 18 | 8  | +10 |
| Austria      | 7   | 16   | 8  | 5  | 1  | 2  | 20 | 12 | +8  |
| Noruega      | 9   | 16   | 8  | 5  | 1  | 2  | 12 | 10 | +2  |
| Israel       | 4   | 15   | 8  | 4  | 3  | 1  | 13 | 4  | +9  |
| Países Bajos | 8   | 14   | 8  | 4  | 2  | 2  | 15 | 10 | +5  |
| Francia      | 3   | 14   | 8  | 4  | 2  | 2  | 13 | 8  | +5  |
| Bélgica      | 1   | 12   | 8  | 4  | 0  | 4  | 10 | 10 | 0   |
| Bulgaria     | 5   | 11   | 8  | 3  | 2  | 3  | 8  | 7  | 1   |

(de acuerdo a la página oficial de la competición)

## Fase de Play-Offs
Los 4 mejores segundos de grupo pasarán a la ronda de play-offs, se agruparán en dos parejas, las cuales se enfrentarán en partidos de ida y vuelta, los ganadores disputarán la ronda final. En caso de empate en diferencia de goles, se aplicará la regla del gol de visitante.

### Resultados
| Equipo 1 | Agr.    | Equipo 2 | Ida | Vuelta |
| -------- | ------- | -------- | --- | ------ |
| Serbia   | 2–1     | Noruega  | 2–0 | 1–0    |
| Austria  | 1–1(gv) | España   | 1–1 | 0–0    |

#### Serbia - Noruega
| 11 de noviembre de 2016, 18:00 | Serbia                              | 2:0 (1:0) | Noruega | Estadio Partizan, Belgrado |                            |
|                                | Đurđević 6' · Haraldseid 69' (a.g.) |           |         | Árbitro(s): Michael Oliver | Árbitro(s): Michael Oliver |

| 15 de noviembre de 2016, 19:00 | Noruega         | 1:0 (0:0) | Serbia | Marienlyst Stadion, Drammen, Noruega |                           |
|                                | Elyounoussi 70' |           |        | Árbitro(s): Ivan Kružliak            | Árbitro(s): Ivan Kružliak |

- Serbia ganó la serie 2-1 y clasificó a la Eurocopa sub-21

#### Austria - España
| 11 de noviembre de 2016, 18:30 | Austria           | 1:1 (0:1) | España         | NV Arena, Sankt Pölten, Austria |                            |
|                                | Castro 61' (a.g.) |           | Deulofeu 45+2' | Árbitro(s): Benoît Bastien      | Árbitro(s): Benoît Bastien |

| 15 de noviembre de 2016, 18:00 | España | 0:0 (0:0) | Austria | Carlos Belmonte, Albacete    |  |
|                                |        |           |         | Árbitro(s): Serdar Gözübüyük |  |

- Serie igualada 1-1, España clasifica a la Eurocopa sub-21 por la regla del gol de visitante.

## Estadísticas

### Máximos Goleadores
| Jugador             | Selección       | Goles |
| ------------------- | --------------- | ----- |
| Patrik Schick       | República Checa | 10    |
| Michael Gregoritsch | Austria         | 9     |
| Uroš Đurđević       | Serbia          | 9     |
| Gerard Deulofeu     | España          | 8     |
| Marcus Ingvartsen   | Dinamarca       | 8     |
| Davie Selke         | Alemania        | 7     |
| Munir El Haddadi    | España          | 7     |
| Stipe Perica        | Croacia         | 7     |
| Vincent Janssen     | Países Bajos    | 6     |
| Aleš Čermák         | República Checa | 6     |
| Nika Katcharava     | Georgia         | 6     |
| Maximilian Arnold   | Alemania        | 5     |
| Max Meyer           | Alemania        | 5     |
| Leroy Sané          | Alemania        | 5     |
| Dániel Prosser      | Hungría         | 5     |
| Nikos Ioannidis     | Grecia          | 5     |
| Mohamed Elyounoussi | Noruega         | 5     |
| Adam Zreľák         | Eslovaquia      | 5     |
| Omri Altman         | Israel          | 5     |

- Última actualización : 15 de noviembre de 2016

### Máximos Asistentes
| Jugador                 | Selección       | Asistencias |
| ----------------------- | --------------- | ----------- |
| Kristoffer Olsson       | Suecia          | 6           |
| Jaroslav Mihalík        | Eslovaquia      | 6           |
| Gerard Deulofeu         | España          | 5           |
| Aleš Čermák             | República Checa | 5           |
| Maximilian Arnold       | Alemania        | 4           |
| Leroy Sané              | Alemania        | 4           |
| Adrien Rabiot           | Francia         | 4           |
| Jean-Paul Boëtius       | Países Bajos    | 4           |
| Dávid Forgács           | Hungría         | 4           |
| Alessandro Schöpf       | Austria         | 4           |
| Václav Černý            | República Checa | 4           |
| Patrik Schick           | República Checa | 4           |
| Endri Çekiçi            | Albania         | 4           |
| Gaetano Monachello      | Italia          | 3           |
| José Luis Gayà          | España          | 3           |
| Thomas Lemar            | Francia         | 3           |
| Corentin Tolisso        | Francia         | 3           |
| Antonio Milić           | Croacia         | 3           |
| Gonçalo Guedes          | Portugal        | 3           |
| Bruno Fernandes         | Portugal        | 3           |
| Josh Cullen             | Irlanda         | 3           |
| Casper Nielsen          | Dinamarca       | 3           |
| Dominik Wydra           | Austria         | 3           |
| Albert Rusnák           | Eslovaquia      | 3           |
| Sergej Milinković-Savić | Serbia          | 3           |
| Otar Kiteishvili        | Georgia         | 3           |
| Vladimir Jovović        | Montenegro      | 3           |

- Última actualización : 15 de noviembre de 2016

## Clasificados a laEurocopa Sub-21 de 2017
| Selección           | Clasificado como   | Clasificado el          | Anteriores Apariciones en el torneo (desde 1978)                                                                |
| ------------------- | ------------------ | ----------------------- | --- |
| Polonia             | Anfitrión          | 26 de enero de 2015     | 5 (1982, 1984, 1986, 1992, 1994)                                                                                |
| República Checa     | Ganador grupo 1    | 7 de octubre de 2016    | 6 (1996, 2000, 2002, 2007, 2011)                                                                                |
| Italia              | Ganador grupo 2    | 11 de octubre de 2016   | 18 (1978, 1980, 1982, 1984, 1986, 1988, 1990, 1992, 1994, 1996, 2000, 2002, 2004, 2006, 2007, 2009, 2013, 2015) |
| Macedonia del Norte | Ganador grupo 3    | 11 de octubre de 2016   | 0 (Debut) |
| Portugal            | Ganador grupo 4    | 6 de septiembre de 2016 | 7 (1994, 1996, 2002, 2004, 2006, 2007, 2015)                                                                    |
| Dinamarca           | Ganador grupo 5    | 6 de septiembre de 2016 | 6 (1978, 1986, 1992, 2006, 2011, 2015)                                                                          |
| Suecia              | Ganador grupo 6    | 10 de octubre de 2016   | 7 (1986, 1990, 1992, 1998, 2004, 2009, 2015)                                                                    |
| Alemania            | Ganador grupo 7    | 7 de octubre de 2016    | 9 (1990, 1992, 1996, 1998, 2004, 2006, 2009, 2013, 2015)                                                        |
| Eslovaquia          | Ganador grupo 8    | 6 de octubre de 2016    | 1 (2000) |
| Inglaterra          | Ganador grupo 9    | 6 de octubre de 2016    | 9 (1978, 1980, 1982, 1984, 1986, 1988, 2000, 2002, 2007, 2009, 2011, 2013, 2015)                                |
| Serbia              | Ganador Play-Off 1 | 15 de noviembre de 2016 | 4 (2006, 2007, 2009, 2015)                                                                                      |
| España              | Ganador Play-Off 2 | 15 de noviembre de 2016 | 12 (1982, 1984, 1986, 1988, 1990, 1994, 1996, 1998, 2000, 2009, 2011, 2013 )                                    |